# Сердите
Серди́те — селище Шахтарської міської громади Горлівського району Донецької області, Україна. Населення 3000 меш. (1966). Вуглезбагачувальна фабрика. Засноване 1904 р. Відстань до Шахтарська становить близько 5 км і проходить переважно автошляхом місцевого значення.

## Населення

### Мова
Розподіл населення за рідною мовою за даними перепису 2001 року:
| Мова            | Кількість | Відсоток |
| --------------- | --------- | -------- |
| російська       | 1779      | 86.91%   |
| українська      | 254       | 12.41%   |
| білоруська      | 5         | 0.24%    |
| румунська       | 2         | 0.10%    |
| інші/не вказали | 7         | 0.34%    |
| Усього          | 2047      | 100%     |

За даними перепису 2001 року населення селища становило 1025 осіб, із них 12,41 % зазначили рідною мову українську, 86,91 %— російську, 0,24 %— білоруську та 0,1 %— молдовську мову.